# Lista de softwares SIG
Esta é uma lista de softwares SIG, sigla para Sistema de Informação Geográfica (GIS - Geographic Information System, na sigla em inglês).
| Software    | Licença                                   | Plataformas                  | Idiomas disponíveis          | Página                                         |
| ----------- | ----------------------------------------- | ---------------------------- | ---------------------------- | ---------------------------------------------- |
| ArcGIS      | Software proprietário                     | Windows                      | Inglês, Português            | Link                                           |
| Bentley Map | Bentley Systems                           | Windows, Microstation        | Inglês                       | https://www.bentley.com/pt/products/brands/map |
| GEOMEDIA    | Software proprietário                     | Windows                      | Inglês                       | Link                                           |
| GRASS       | GNU GPL                                   | Multiplataforma              | Inglês                       | Link                                           |
| gvSIG       | GNU GPL                                   | Multiplataforma              | Inglês, Espanhol e Chinês    | Link                                           |
| Mapinfo     | Software proprietário                     | Windows                      | Inglês                       | Link                                           |
| MapWindow   | Mozilla Public License                    | Windows                      | Inglês                       | Link                                           |
| NETtool     | Software proprietário (Assinatura Mensal) | Web (SaaS)                   | Português, Espanhol e Inglês | Link                                           |
| QGIS        | GNU GPL                                   | Multiplataforma              | Inglês e Português           | Link                                           |
| SPRING      | Software proprietário (Freeware)          | Multiplataforma              | Português e Inglês           | Link                                           |
| SAGA GIS    | GNU GPL                                   | Multiplataforma              | Inglês                       | Link                                           |
| iSmart      | Software proprietário (Shareware)         | Multiplataforma / Web (SaaS) | Inglês                       | Link                                           |
| TerraView   | GNU GPL                                   | Multiplataforma              | Português, Espanhol e Inglês | Link                                           |
| Transcad    | Software proprietário                     | Windows                      | Inglês                       | Link                                           |
| VisualSIG   | Software proprietário                     | Windows                      | Português, Espanhol e Inglês | Link                                           |
|             |                                           |                              |                              |                                                |